# Shine On (album des Jet)
Pour les articles homonymes, voir Shine On.
Albums de Jet
Get Born
(2003) Shaka Rock
(2009)
Shine On est le 2e album du groupe australien Jet.

## Liste des titres
1. L'Esprit d'escalier
2. Holiday
3. Put Your Money Where Your Mouth Is
4. Bring It On Back
5. That's All Lies
6. Hey Kids
7. Kings Horses
8. Shine On
9. Come On Come On
10. Stand Up
11. Rip It Up
12. Skin and Bones
13. Shiny Magazine
14. Eleanor
15. All You Have to Do

## Classements
| Pays             | Meilleure Position | Certifications |
| ---------------- | ------------------ | -------------- |
| Allemagne        | 47                 |                |
| Australie        | 3                  | Platine        |
| Autriche         | 34                 |                |
| Espagne          | 76                 |                |
| France           | 140                |                |
| Irlande          | 57                 |                |
| Italie           | 33                 |                |
| Nouvelle-Zélande | 35                 |                |
| Royaume-Uni      | 12                 |                |
| Suisse           | 30                 |                |
| États-Unis       | 16                 |                |